# Стеропа
Стеропа (грец. Στερόπη — блискуча) — дочка тегейського володаря Кефея, якій Геракл подарував локон горгони Медузи; з його допомогою вона відбила навалу ворогів;
Стеропа — плеяда, дружина річкового бога Ахелоя, мати сирен.